# Leo Zelada
Pour les articles homonymes, voir Zelada.
Leo Zelada, pseudonyme littéraire de Braulio Rubén Tupaj Amaru Grajeda Fuentes, est un poète et écrivain hispano-péruvien. Il est né à Lima, au Pérou, mais vit depuis 18 ans à Madrid, en Espagne.

## Biographie
Leo Zelada est un descendant, par lignée paternelle, de la dynastie Inca et par lignée maternelle d'une famille créole[réf. souhaitée].
Il a étudié à l'université nationale majeure de San Marcos à Lima.
Il a été le fondateur du groupe poétique Néon.
De 1983 à 1997, il a voyagé de Lima, au Pérou, en tant que routard, traversant les Andes, l'Amazonie, la jungle du Darien, les Caraïbes, le Chiapas, jusqu'à ce qu'il atteigne Los Angeles, aux États-Unis. Il vit depuis 2005 à Madrid, en Espagne.
En mai 2013, le court métrage documentaire intitulé "Leo Zelada: Underground Poet" est sorti sur Vimeo et YouTube, réalisé à Madrid, par la société de production audiovisuelle espagnole Amagifilms.
En février 2015, il obtient le Prix Poetas de Otro Mundos, décerné par le Fonds Poétique International d'Espagne.
Son dernier recueil de poèmes est Transpoética publié à Madrid en 2016 par Vaso Roto Ediciones.
En 2019, son roman "El Último Nómada" est publié en Espagne avec le label madrilène Ruleta Rusa Ediciones.
Une grande partie de son travail se trouve à la Bibliothèque nationale d'Espagne à Madrid.
En janvier 2021 sort sur You Tube le court-métrage "Leo Zelada : Transpoetica", réalisé par le cinéaste Mario Le Clere, qui mêle poésie, trap, musique ethnique andine et musique électronique.
En mars 2022, une anthologie de toute son œuvre poétique intitulée « Transpoétique » a été publiée à Paris, France, sous l'empreinte Unicite Editions. Il a donné plusieurs récitals de poésie à Paris, dont le dernier le 22 juin 2022, à la prestigieuse Maison de l'Amérique Latine à Paris, présentant un spectacle mêlant cinéma, poésie et danse contemporaine.
Au second semestre 2024, son deuxième livre en français intitulé « La Traversée de l'innommable » publié par les Unicite Editions  index.php , des poèmes de ce livre ont été publiés dans le prestigieux magazine d'art et de culture contemporains « Souffle Inédit ». 
La Traversée de l'innommable a été publiée à l'occasion de La Marche de la Poésie, un événement au cours duquel l'auteur a signé des exemplaires de son nouveau livre. Le livre a été présenté en privé sur un bateau à Boulogne-Billancourt et en public le 25 octobre à la Maison de l'Amérique Latine, à Saint-Germain, Paris. 

## Style
La poétique de Leo Zelada est postmoderne. Il incorpore l’underground, le cyberpunk et la littérature fantastique flipèe. Dans ses dernières livres il a traité aussi des traditions ancestrales comme l’Inca et l’orientale.

## Œuvres
Poésie
- Delirium tremens (Lima, Pérou, 1998)
- Journal d'un cyberpunk (Diario de un Cyber-Punk, D.F. México, 2001)
- Opuscule de Nosferatus sur le point de l’aube (Opúsculo de Nosferatu a punto de amanecer, Lima, Pérou, 2005),
- Le Chemin du dragon (La Senda del Dragón, Madrid, Espagne, 2008)
- Minimal Poética (Madrid,Espagne 2010)
- Transpoética(Madrid, Espagne, 2016)
- Anthologie poétique(Unicite Editions, France, 2022)
- La Traversée de l'innommable » publié par les éditions Unicite,(France, 2024)

Roman
- American Death of life (Lima, Pérou 2005)
- " The Last Nomad" (Éditions Roulette Russe, Madrid, Espagne, 2019).

Traductions
- Anthologie poétique de l'empire inca (Antología Poética del Imperio Inka, Madrid, Espagne 2007)
- Anthologie de la nouvelle poésie hispano-américaine (Antologia Nueva Poesía Hispanoamericana, Madrid, Espagne, 2008)
- Anthologie de la nouvelle narrative ibéro-américaine (Antología Nueva Narrativa Iberoamericana, Madrid, Espagne, 2008)

## Presse
Des interviews et renseignements sur son œuvre ont été publiés dans les journaux espagnols El País (supplément Babelia), ABC (supplement ABCD), La Razón, El Mundo et EFE, dans les journaux El Universal, dans le supplément Arena du journal Excélsior du Mexique ; le journal Clarín et Página 12 de l'Argentine, dans le journal El Comercio et la revue Caretas du Perou. Aussi sur la télévision et les journaux hispanophones des États-Unis et Europe. Selon la presse et la critique littéraire d'Espagne et d'Amérique, Leo Zelada est l'un des plus importants jeunes écrivains latino-américains.